# Мауэрлат
Мауэрла́т (от нем. Mauer — «стена» и Latte — «брус; перекладина») — элемент кровельной системы здания.
Представляет собой брус (или бревно), уложенный сверху по периметру наружной стены. Служит крайней нижней опорой для стропил. Традиционно изготавливается из дерева, однако, при строительстве металлического кровельного каркаса может применяться швеллер, двутавр.
В зависимости от крутизны ската и длины свесов, мауэрлатом для стропил может выступать либо верхний брус, которым прижаты балки чердачного перекрытия, либо любой из последующих.
Назначение мауэрлата — распределение сосредоточенной нагрузки, передаваемой точками опирания стропил на всю площадь верхней части стены, второе предназначение — привязка крыши к стенам дома.
Мауэрлат кладётся с некоторым отступом от внешней кромки стены и крепится к ней (к стене). Снизу изолируется водонепроницаемым материалом (например, рубероидом в несколько слоёв), предотвращающим гниение древесины вследствие конденсации влаги из-за разницы в температуре между стеной и деревом. Каждое звено мауэрлата связывается с двумя соседними, что вкупе с креплением к стропилам создаёт надёжную, устойчивую конструкцию по всему периметру кровельной системы. Мауэрлат может также отдельными сегментами подкладываться под стропильные ноги.